# Los grandes éxitos en español
Los grandes éxitos en español è la prima raccolta del gruppo musicale statunitense Cypress Hill pubblicata il 19 ottobre 1999 dalla Ruffhouse e dalla Columbia Records.
Con l'eccezione della prima traccia e Latin Lingo (che appare nel primo disco), si tratta di pezzi già pubblicati, ripresi con testi in spagnolo.

## Tracce
1. Yo quiero fumar (I Wanna Get High) – 2:46
2. Loco en el coco (Insane in the Brain) – 3:23
3. No entiendes la onda (How I Could Just Kill a Man) – 4:09
4. Dr. Dedoverde (Dr. Greenthumb) – 2:58
5. Latin Lingo – 4:00
6. Puercos (Pigs) – 2:46
7. Marijuano locos (Stoned Raiders) – 2:58
8. Tú no ajaunta (Checkmate) – 3:29
9. Ilusiones (Illusions) – 3:16
10. Muévete (Make a Move) – 4:02
11. No pierdo nada (Nothin' to Lose) (featuring Mellow Man Ace) – 3:52
12. Tequila (Tequila Sunrise) – 3:56
13. Tres equis – 1:52
14. Siempre peligroso (featuring Fermín IV of Control Machete) – 3:57